# Jasraj Hallan
Jasraj Singh Hallan, né à Dubaï, est un homme politique canadien, élu pour représenter la circonscription de Calgary Forest Lawn à la Chambre des communes du Canada en 2019. 

## Biographie
Il immigre au Canada dans son enfance et est élevé à Calgary. Il y est homme d'affaires, possédant une entreprise dans la construction. Hallan s'est présenté à l'élection générale albertaine de 2019 dans la circonscription de Calgary-McCall, mais est défait par Irfan Sabir.

## Résultats électoraux

### Élection provinciale
|             | Irfan Sabir      | NPD               | 6 567  | 51,72  |  |  |
|             | Jasraj Hallan    | PCU               | 4 851  | 38,21  |  |  |
|             | Avinash Khangura | Alberta           | 636    | 5,01   |  |  |
|             | Faiza Ali Abdi   | PLC               | 281    | 2,21   |  |  |
|             | Janice Fraser    | Vert              | 218    | 1,72   |  |  |
|             | Don Edmonstone   | Indépendance      | 84     | 0,66   |  |  |
|             | Larry Smith      | Alberta Advantage | 60     | 0,47   |  |  |
|             |                  |                   |        |        |  |  |
| Inscrits    | Inscrits         | Inscrits          | 23 609 | 100,00 |  |  |
| Abstentions | Abstentions      | Abstentions       | 10 801 | 45,75  |  |  |
| Votants     | Votants          | Votants           | 12 808 | 54,25  |  |  |
| Rejetés     | Rejetés          | Rejetés           | 111    | 0,87   |  |  |
| Exprimés    | Exprimés         | Exprimés          | 12 697 | 99,13  |  |  |